# Saint-Honoré (Sena Marítim)
Saint-Honoré és un municipi francès situat al departament del Sena Marítim i a la regió de Normandia. L'any 2007 tenia 166 habitants.

## Demografia

### Població
El 2007 la població de fet de Saint-Honoré era de 166 persones. Hi havia 61 famílies de les quals 8 eren unipersonals (4 homes vivint sols i 4 dones vivint soles), 20 parelles sense fills, 29 parelles amb fills i 4 famílies monoparentals amb fills.
La població ha evolucionat segons el següent gràfic:
Habitants censats

### Habitatges
El 2007 hi havia 76 habitatges, 63 eren l'habitatge principal de la família, 9 eren segones residències i 3 estaven desocupats. Tots els 75 habitatges eren cases. Dels 63 habitatges principals, 60 estaven ocupats pels seus propietaris, 2 estaven llogats i ocupats pels llogaters i 1 estava cedit a títol gratuït; 8 tenien tres cambres, 14 en tenien quatre i 41 en tenien cinc o més. 59 habitatges disposaven pel capbaix d'una plaça de pàrquing. A 21 habitatges hi havia un automòbil i a 35 n'hi havia dos o més.

### Piràmide de població
La piràmide de població per edats i sexe el 2009 era:
| Homes | Edats   | Dones |
| ----- | ------- | ----- |
| 0     | 95 o +  | 0     |
| 0     | 90 a 94 | 0     |
| 0     | 85 a 89 | 0     |
| 0     | 80 a 84 | 0     |
| 0     | 75 a 79 | 8     |
| 4     | 70 a 74 | 4     |
| 4     | 65 a 69 | 4     |
| 0     | 60 a 64 | 0     |
| 4     | 55 a 59 | 4     |
| 12    | 50 a 54 | 4     |
| 12    | 45 a 49 | 12    |
| 4     | 40 a 44 | 12    |
| 0     | 35 a 39 | 4     |
| 8     | 30 a 34 | 0     |
| 8     | 25 a 29 | 8     |
| 16    | 20 a 24 | 12    |
| 4     | 15 a 19 | 8     |
| 16    | 10 a 14 | 0     |
| 12    | 5 a 9   | 4     |
| 0     | 0 a 4   | 0     |

## Economia
El 2007 la població en edat de treballar era de 111 persones, 80 eren actives i 31 eren inactives. De les 80 persones actives 75 estaven ocupades (45 homes i 30 dones) i 5 estaven aturades (1 home i 4 dones). De les 31 persones inactives 11 estaven jubilades, 9 estaven estudiant i 11 estaven classificades com a «altres inactius».

### Ingressos
El 2009 a Saint-Honoré hi havia 70 unitats fiscals que integraven 181 persones, la mediana anual d'ingressos fiscals per persona era de 21.143 €.

### Activitats econòmiques
Dels 7 establiments que hi havia el 2007, 2 eren d'empreses extractives, 1 d'una empresa de fabricació d'altres productes industrials i 4 d'empreses de construcció.
L'únic servei als particulars que hi havia el 2009 era un electricista.
L'any 2000 a Saint-Honoré hi havia 6 explotacions agrícoles que ocupaven un total de 366 hectàrees.

## Poblacions més properes
El següent diagrama mostra les poblacions més properes.